# Alaptus caecilii
Alaptus caecilii is een vliesvleugelig insect uit de familie van de Mymaridae. De wetenschappelijke naam is voor het eerst geldig gepubliceerd in 1908 door Girault.